# 磐田市立神明中学校
磐田市立神明中学校（いわたしりつしんめいちゅうがっこう）は、静岡県磐田市鎌田にある公立中学校。

## 特色など
- 校訓は、「自主　融和　勤勉」
- 磐田市内でよく「福祉の神明」と言われている
- 森に囲まれており、自然豊かである
- プールの水が井戸水
- 動物も豊か
- 月曜日と水曜日に部活がない
- 金曜日には読書の時間がある
- 火曜日と木曜日に清掃がある
- プール場についている時計が少しずれている

## 学校教育目標
「さわやかで、たくましく生きる生徒の育成」を学校教育目標とし、以下の三点を重点目標としている。
- 文武両道を目指し挑戦する
- さわやかなあいさつができる
- きれいな学校をつくる

## 学校行事
| - 4月 - 始業式 - 入学式 - 対面式 - 修学旅行 - 5月 - 地区大会 - 緑風祭（体育大会） - アクティブタイム - 6月 - 薬学講座 - 7月 - 期末テスト - 磐周大会 - 終業式 - 8月 - 長期休業 - 始業式 - 9月 - 10月 - 中間テスト - アクティブタイム - 11月 - 鈴歌祭（合唱コンクール） - 期末テスト - 12月 - 終業式 - 1月 - 始業式 - 2月 - 学年末テスト - アクティブタイム - 3月 - 卒業式 - 修了式 |

## 主な卒業生
- 神谷えりな（仮面女子、スチームガールズ）

## アクセス
- JR東海道線御厨駅より徒歩約10分